# Élections législatives portugaises

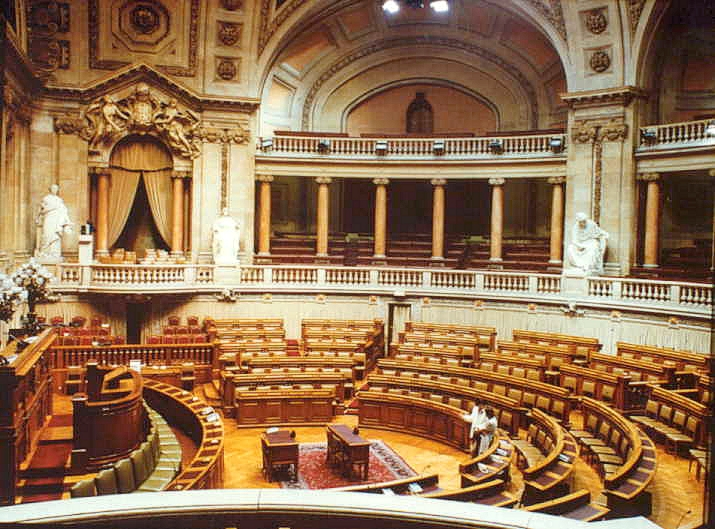
Hémicycle du palais de São Bento, salle des séances de l'Assemblée de la République.

Les élections législatives portugaises (en portugais : Eleições legislativas portuguesas) sont les élections destinées à élire les députés à l'Assemblée de la République.
Organisées au scrutin proportionnel dans 22 circonscriptions, elles se tiennent en principe tous les quatre ans, sauf dissolution anticipée de l'Assemblée. Le résultat du scrutin détermine la formation du gouvernement.

## Considérations générales
Depuis la révolution des Œillets, les électeurs portugais ont été convoqués aux urnes 16 fois pour élire leurs députés.
En 1975, il s'agissait d'élire une Assemblée constituante sans pouvoir législatif, alors qu'en 1979, en application des dispositions constitutionnelles de l'époque, il s'agissait simplement de renouveler les députés pour la fin de la législature, en 1980.
Si l'on excepte le cas particulier du scrutin de 1980, tenu obligatoirement à terme, il a fallu attendre les élections de 1991 pour qu'une législature aille jusqu'à son terme, grâce à la majorité absolue dont disposait alors le parti au pouvoir. Cette performance s'est répétée pour les deux scrutins suivants.
Le plus long délai entre la tenue de deux scrutins consécutifs est de cinquante-quatre mois, entre les élections de 2005 et 2009, alors que le plus court est de vingt-et-un mois et six jours, entre les consultations de 2009 et 2011.

## Mode de scrutin
Le mode de scrutin retenu prévoit l'élection des députés au scrutin proportionnel suivant la méthode d'Hondt, connue pour avantager les partis arrivés en tête. Les députés sont élus dans vingt-deux circonscriptions électorales, à savoir les dix-huit districts du Portugal, les Açores, l'île de Madère, le continent européen et le reste du monde, pour quatre ans.

### Évolution du nombre de députés
Actuellement, et depuis 1991, l'Assemblée de la République comprend deux cent trente députés. Initialement, la loi électorale prévoyait un député pour 25 000 habitants, et un supplémentaire par fraction de 12 500. L'Assemblée constituante accueillait ainsi deux cent cinquante membres, alors que l'Assemblée élue en 1976 en comptait deux cent soixante-trois.
Avec l'entrée en vigueur de la Constitution de 1976, le nombre maximum de députés était fixé à deux cent cinquante, un chiffre retenu à partir des élections de 1979, et maintenu jusqu'à la réduction à deux cent trente, décidée pour les législatives de 1991.

## Résumé
| Date              | Participation | Composition                          | Gouvernement                       | Premier ministre            | Premier ministre          | Majorité             | Sièges    |
| ----------------- | ------------- | ------------------------------------ | ---------------------------------- | --------------------------- | ------------------------- | -------------------- | --------- |
| 25 avril 1975     | 91,66 %       |                                      | IVe provisoire (03-08/1975)        |                             | Vasco Gonçalves           | PS-PPD-PCP-MDP       | 232 / 250 |
| 25 avril 1975     | 91,66 %       | Ve provisoire (08-09/1975)           | MDP                                | 5 / 250                     | Vasco Gonçalves           |                      |           |
| 25 avril 1975     | 91,66 %       | VIe provisoire (09/1975-1976)        |                                    | José Pinheiro de Azevedo    | PS-PPD-PCP                | 227 / 250            |           |
| 25 avril 1976     | 83,53 % ()    |                                      | Ier constitutionnel (1976-1978)    |                             | Mário Soares              | PS (PPD et CDS)      | 107 / 263 |
| 25 avril 1976     | 83,53 % ()    | IIe constitutionnel (01-08/1978)     | PS-CDS                             | 149 / 263                   | Mário Soares              |                      |           |
| 25 avril 1976     | 83,53 % ()    | IIIe constitutionnel (08-11/1978)    |                                    | Alfredo Nobre da Costa      | PPD/PSD                   | 73 / 263             |           |
| 25 avril 1976     | 83,53 % ()    | IVe constitutionnel (11/1978-1979)   |                                    | Carlos Mota Pinto           | PPD/PSD-CDS               | 115 / 263            |           |
| 25 avril 1976     | 83,53 % ()    | Ve constitutionnel (1979-1980)       |                                    | Maria de Lourdes Pintasilgo | ASDI                      | 42 / 263             |           |
| 2 décembre 1979   | 82,87 % ()    |                                      | VIe constitutionnel (1980-01/1981) |                             | Francisco Sá Carneiro     | PPD/PSD-CDS-PPM      | 128 / 250 |
| 5 octobre 1980    | 83,94 % ()    |                                      | VIIe constitutionnel (01-09/1981)  |                             | Francisco Pinto Balsemão  | PPD/PSD-CDS-PPM      | 134 / 250 |
| 5 octobre 1980    | 83,94 % ()    | VIIIe constitutionnel (09/1981-1983) |                                    |                             | Francisco Pinto Balsemão  | PPD/PSD-CDS-PPM      | 134 / 250 |
| 25 avril 1983     | 77,79 % ()    |                                      | IXe constitutionnel                |                             | Mário Soares              | PS-PPD/PSD           | 176 / 250 |
| 6 octobre 1985    | 74,16 % ()    |                                      | Xe constitutionnel                 |                             | Aníbal Cavaco Silva       | PPD/PSD (PRD et CDS) | 88 / 250  |
| 19 juillet 1987   | 71,57 % ()    |                                      | XIe constitutionnel                |                             | Aníbal Cavaco Silva       | PPD/PSD              | 148 / 250 |
| 6 octobre 1991    | 67,78 % ()    |                                      | XIIe constitutionnel               |                             | Aníbal Cavaco Silva       | PPD/PSD              | 135 / 230 |
| 1er octobre 1995  | 66,30 % ()    |                                      | XIIIe constitutionnel              |                             | António Guterres          | PS                   | 112 / 230 |
| 10 octobre 1999   | 61,09 % ()    |                                      | XIVe constitutionnel               |                             | António Guterres          | PS                   | 115 / 230 |
| 17 mars 2002      | 61,48 % ()    |                                      | XVe constitutionnel (2002-2004)    |                             | José Manuel Durão Barroso | PPD/PSD-CDS-PP       | 119 / 230 |
| 17 mars 2002      | 61,48 % ()    | XVIe constitutionnel (2004-2005)     |                                    | Pedro Santana Lopes         |                           | PPD/PSD-CDS-PP       | 119 / 230 |
| 20 février 2005   | 64,26 % ()    |                                      | XVIIe constitutionnel              |                             | José Sócrates             | PS                   | 121 / 230 |
| 27 septembre 2009 | 59,68 % ()    |                                      | XVIIIe constitutionnel             |                             | José Sócrates             | PS                   | 97 / 230  |
| 5 juin 2011       | 58,03 % ()    |                                      | XIXe constitutionnel               |                             | Pedro Passos Coelho       | PPD/PSD-CDS-PP       | 132 / 230 |
| 4 octobre 2015    | 55,86 % ()    |                                      | XXe constitutionnel (10-11/2015)   |                             | Pedro Passos Coelho       | PPD/PSD-CDS-PP       | 107 / 230 |
| 4 octobre 2015    | 55,86 % ()    | XXIe constitutionnel (11/2015-2019)  |                                    | António Costa               | PS (BE et CDU)            | 86 / 230             |           |
| 6 octobre 2019    | 48,57 % ()    |                                      | XXIIe constitutionnel              |                             | António Costa             | PS                   | 108 / 230 |
| 30 janvier 2022   | 51,42 % ()    |                                      | XXIIIe constitutionnel             |                             | António Costa             | PS                   | 120 / 230 |
| 10 mars 2024      | 59,90 % ()    |                                      | XXIVe constitutionnel              |                             | Luís Montenegro           | PPD/PSD-CDS-PP       | 80 / 230  |
| 18 mai 2025       | 58,23 % ()    |                                      | XXVe constitutionnel               |                             | Luís Montenegro           | PPD/PSD-CDS-PP       | 91 / 230  |